# Districte d'Hardwar

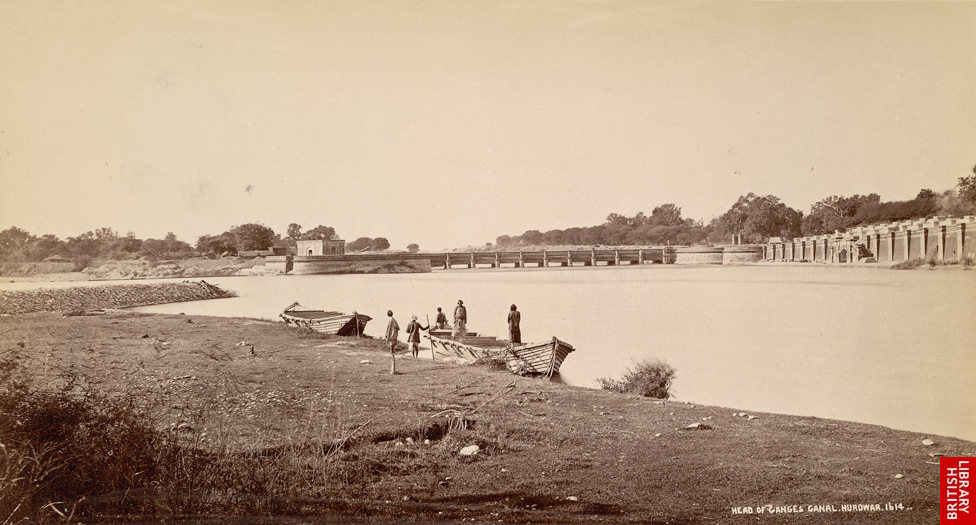
Inici del canal del Ganges a Haridwar, vers 1894-1898

El districte d'Hardwar o Haridwar (hindi हरिद्वार) és una divisió administrativa de l'estat d'Uttarakhand a l'Índia. La capital és Roshnabad, a 12 km de l'estació d'Haridwar o Hardwar, i part d'aquesta ciutat que és una de les set ciutats santes de l'hinduisme. Està situat al sud-oest de l'estat; la superfície és de 2360 km² i la població segons el cens del 2001 era d'1.447.187 habitants

## Geografia
És travessat pel riu Ganges per mitjà de canals; els rius principals són el Ranipur Rao, Pathri Rao, Rawii Rao, Harnaui Rao, Begam Nadi i altres menors. La major part del districte és jungla.
Dins del districte destaca el Parc Nacional Rajaji, un santuari per ocells. Altres llocs interessants són els temples de la deessa Sureshwari, el Cheela Dam, un parc per pícnics amb un llac artificial on es poden veure elefants i altres animals, i el Neel Dhara Pakshi Vihar, un altre santuari d'ocells prop del Ganges a la resclosa de Bhimgoda.

## Administració
Administrativament està dividit en tres tehsils:
- Haridwar
- Roorkee
- Laksar

I en sis blocs de desenvolupament: Bhagwanpur, Roorkee, Narsan, Bahadrabad, Laksar i Khanpur.

## Història
Deixant de banda les llegendes mitològiques associades a la religió, les troballes han posat en relleu una cultura de terracota que va existir entre 1700 aC i 1200 aC. Fou dominada pels mauryes (322–185 aC), i després ples kushana (segles I a III). El ghat sagrat d'Har ki Pauri fou construït pel rei Vikramaditya (segle I aC) en record del seu germà Bhrithari, que s'havia establert a Haridwar per meditar a la riba del Ganges i va morir allí.
Referències escrites apareixen als escrits del viatger xinès Huan Tsang, que va estar a la zona el 629 durant el regnat d'Harsa o Harshavardhana (590–647), que li dona el nom de Mo-yu-lo (segurament les ruïnes de Mayapur una mica al sud de la moderna ciutat) esmentant un fort i tres temples decorats amb escultures,; al nord de Mo-yu-lo esmenta un temple de nom Gangadwara (camí del Ganges). Adi Shankracharya hauria visitat la regió i l'estàtua principal encara existent al temple Chandi Devi seria obra seva al segle viii.
Haridwar va passar al sultanat de Delhi al segle xiii; després fou travessada per Tamerlà el gener del 1399
Durant la seva visita el primer guru sikh, Guru Nanak (1469-1539) es va banyar a Haridwar. La seva visita, suposadament el 1504, encara es commemora en el lloc de culte sikh de Gurudwara Nanakwara; després va visitar Kankhal quan anava a Kotdwara al Garhwal. Més tard la va visitar el tercer guru, Sri Amar Das, que hi va estar 22 vegades en la seva vida.
L′Ain-e-Akbari escrit per Abul Fazal al segle xvi en temps d'Akbar, parla de Maya o Mayapur (que diu que era anomenada Hardwar), com a ciutat sagrada dels hindus.; també esmenta que Akbar en els seus viatges va beure aigua del Ganges en aquest lloc i li va dir "l'aigua de la mmortalitat"
El general d'Akbar raja Man Singh d'Amber, hauria fundat la moderna ciutat i hauria renovat els ghats a Har-ki-pauri. A la seva mort el seu cos hauria estat submergit al llac Brahma Kund pel mateix emperador. Thomas Coryat, un viatger anglès que va visitar la ciutat en temps de l'emperador Jahangir (1596-1627) esmenta a Haridwara com la capital de Xiva.
La regió va passar a mans de la Companyia Britànica de les Índies Orientals el 1803. Els britànic van construir la presa de Bhimgoda Dam, una de les més grans del Ganges, després del 1840. El Canal Superior del Ganges, els treballs del qual es van iniciar l'abril de 1842 (després de la fam de 1837-1838), fou obert el 1854; beneficiós per l'agricultura va causar un desgavell en el corrent del riu i va contribuir a la decadència del Ganges com a riu navegable (al segle xviii encara ciutats com Tehri eren considerades ports). La capçalera del canal del Ganges està situada a Haridwar.
El 1947 amb la independència, la regió era part del districte de Saharanpur a les Províncies Unides reanomenades Uttar Pradesh. El 28 de desembre de 1988 es va crear el districte dins la divisió de Saharanpur. El 24 de setembre de 1998 Uttar Pradesh va aprovar la constitució de l'estat d'Uttaranchal o Uttarakhand amb la Uttar Pradesh Reorganisation Bill,; el 2000 la segregació fou aprovada per l'assemblea de l'Índia (Uttar Pradesh Reorganisation Act, 2000) i el 9 de novembre de 2000 va sorgir l'estat d'Uttaranchal del que el districte fou part.

## Llocs de peregrinació

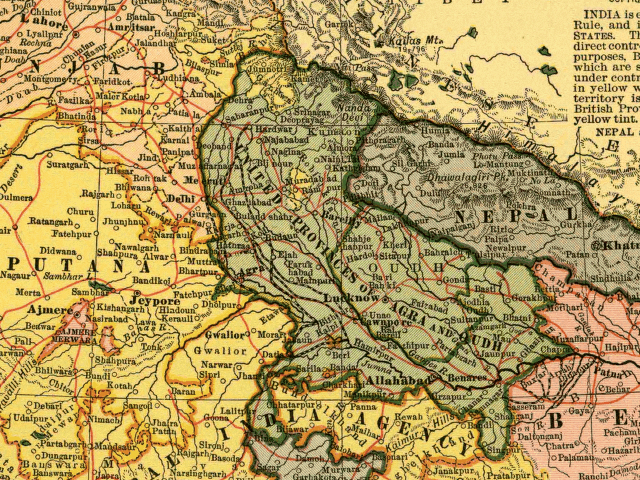
Haridwar a les Províncies Unides, 1903

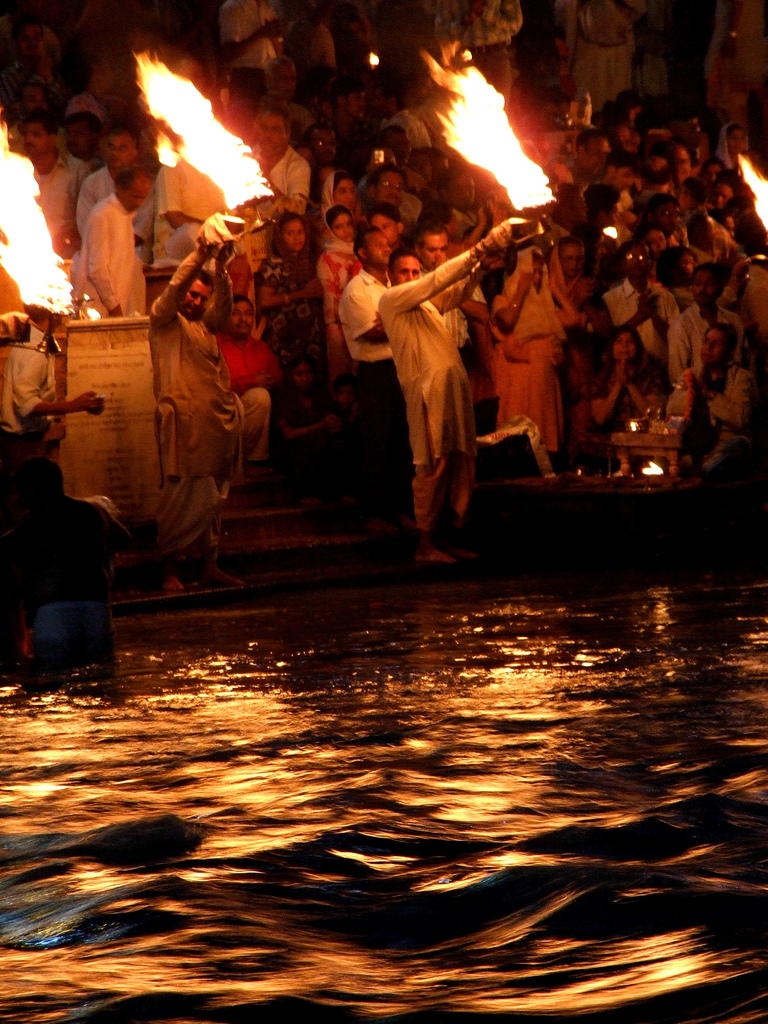
cerimonia al capvespres al Har-ki-Pauri

- Har ki Pauri, un dels llocs més sagrats, ghats per baixar al Ganges[22]
- Sati Kund, lloc d'immolació de les vídues a Kankhal
- Temple Daksha Mahadev al sud de Kankhal
- Temple Maya Devi T
- Sapt Rishi Ashram & Sapt Rishi Sarovar
- Cisterna Bhimgoda
- Temple Chandi Devi, construït el 1929 pel maharajà de Caixmir Suchat Singh
- Capella Piran Kaliyar del segle xiii
- Temple de Ram Mandir, en construcció a Bhupatwala, que serà el més gran de l'Índia.